# Frans Maserell
Frans Maserell (født 30. juli 1889 i Blankenberge, død 3. januar 1972 i Avignon) var en betydningsfuld belgisk maler, tegner og grafiker. Specielt hans serie af træsnitarbejder og mosaikker vakte opsigt. Flere af dem blev udført i en lidenskabelig, ekspressionistisk stil, ofte med antimilitaristiske og sociale motiver og tendenser.